# Lista odcinków serialu anime Fullmetal Alchemist Brotherhood
Poniżej znajduje się lista odcinków serialu anime Fullmetal Alchemist Brotherhood. Anime było emitowane w latach 2009-2010 przez koncern MBS-TBS. W przeciwieństwie do poprzedniej wersji, ta jest wierną adaptacją mangi autorstwa Hiromu Arakawy. W polskiej telewizji anime było emitowane przez telewizję Hyper+. Po zakończeniu emisji anime, na DVD oraz Blue-Ray zostały wydane cztery odcinki specjalne zatytułowane: „Ślepy alchemik”, „Prości ludzie”, „Dzieje mistrza” i „Kolejne pole bitwy”.
| # | Polski tytuł / Oryginalny tytuł                                                        | Premiera             |
| --- | -------------------------------------------------------------------------------------- | -------------------- |
| 1 | Stalowy Alchemik Hagane no Renkinjutsushi (鋼の錬金術師)                               | 5 kwietnia 2009      |
| Dwaj bracia Edward (Państwowy Alchemik) i Alphonse Elric proszeni są o schwytanie Lodowego Alchemika – Isaaca McDougala, którego planem jest zamrożenia całego miasta Central City. |                                                                                        |                      |
| 2 | Dzień, w którym wszystko się zaczęło Hajimari no Hi (はじまりの日)                     | 12 kwietnia 2009     |
| Podczas podróży do miasta Liore, Ed i Al wspominają swoje dzieciństwo, kiedy to usiłowali przeprowadzić ludzką transmutancję swojej zmarłej matki. Po nieudanym eksperymencie, Ed stracił lewą nogę, a Al całe ciało. Aby przywrócić duszę brata i zamknąć ją w zbroi, Ed poświęcił także swoją prawą rękę. |                                                                                        |                      |
| 3 | Miasto herezji Jakyō no Machi (邪教の街)                                               | 19 kwietnia 2009     |
| Ed i Al przybywają do Liore, gdzie są świadkami kazań i rzekomych cudów, czynionych przez miejscowego duchownego – ojca Cornello. Podejrzewają, że może on korzystać z kamienia filozoficznego, którego potrzebują by odzyskać swoje dawne ciała. |                                                                                        |                      |
| 4 | Cierpienie alchemików Renkinjutsushi no Kunō (錬金術師の苦悩)                          | 26 kwietnia 2009     |
| W Central City zaczynają się ataki na Państwowych Alchemików, które przeprowadza człowiek z blizną na twarzy. Tymczasem bracia Elric, z pomocą przyjaciół trafiają do Shou Tuckera – Alchemika Zszywającego Życia. |                                                                                        |                      |
| 5 | Deszcze pełen smutku Kanashimi no Ame (哀しみの雨)                                     | 3 maja 2009          |
| Bracia Elric po raz pierwszy spotykają mordującego Państwowych Alchemików, Scara, który okazuje się być Ishvalczykiem. Dochodzi pomiędzy nimi do konfrontacji, podczas której obaj zostają ciężko ranni. Z opresji ratuje ich Silnoręki Alchemik – Alex Louis Armstrong. |                                                                                        |                      |
| 6 | Ścieżka nadziei Kibō no Michi (希望の道)                                               | 10 maja 2009         |
| Ed, Al i major Armstrong kierują się do Resembool, aby protetyczka braci – Winry Rockbell naprawiła zniszczoną rękę Edwarda. W trakcie podróży, Alex spotyka swojego starego znajomego doktora Marcoh – Kryształowego Alchemika, który w przeszłości pracował nad kamieniem filozoficznym. |                                                                                        |                      |
| 7 | Ukryta prawda Kakusareta Shinjitsu (隠された真実)                                      | 17 maja 2009         |
| Chcąc odnaleźć zapiski dra Marcoh, bracia Elric udają się do Central City. Kiedy uzyskują dostęp do materiałów, okazuje się, że są one zaszyfrowane. Po kilku dniach walki z szyfrem odkrywają, że głównym składnikiem do stworzenia kamienia filozoficznego są ofiary z żywych ludzi. |                                                                                        |                      |
| 8 | Piąte laboratorium Daigo Kenkyūsho (第五研究所)                                        | 24 maja 2009         |
| Ed i Al potajemnie zakradają się do piątego laboratorium, gdzie napotykają strażników – Slicera i Barry’ego, którzy, podobnie jak Al, są duszami zamkniętymi w zbrojach. Obaj wygrywają swoje walki, lecz laboratorium zostaje zniszczone, a Ed zostaje ranny. |                                                                                        |                      |
| 9 | Sztuczne uczucia Tsukurareta Omoi (創られた想い)                                       | 31 maja 2009         |
| Edward trafia do szpitala z obrażeniami wewnętrznymi i zniszczoną protezą. Z tego powodu ponownie prosi o pomoc Winry. Tymczasem Al ma wątpliwości czy Ed rzeczywiście jest jego bratem, czy też przez cały czas go oszukuje. |                                                                                        |                      |
| 10 | Inne cele podróży Sorezore no Yukusaki (それぞれの行く先)                              | 7 czerwca 2009       |
| Bracia Elric decydują się wyruszyć do swojego nauczyciela alchemii, do Dublith. Zabierają ze sobą Winry, która się zatrzymać w Rush Valley – mieście znanym z produkcji najlepszych protez i zbrój automatycznych. Tymczasem Maes Hughes odkrywa prawdę o armii i wkrótce potem zostaje zamordowany. |                                                                                        |                      |
| 11 | Cud w Rush Valley Rasshu Barē no Kiseki (ラッシュバレーの奇跡)                         | 14 czerwca 2009      |
| Po przybyciu do Rush Valley, dziewczyna o imieniu Paninya kradnie odznakę Państwowego Alchemika Edowi. Ścigając ją, docierają do domu Dominica LeCoulte, jednego z najlepszych protetyków. Winry bardzo chce zostać jego czeladniczką, jednak mężczyzna odmawia. Wkrótce potem Winry odbiera poród córki Dominica. |                                                                                        |                      |
| 12 | Jedno jest wszystkim, a wszystko jest jednym Ichi wa Zen, Zen wa Ichi (一は全、全は一) | 21 czerwca 2009      |
| Ed i Al docierają do Dublith, gdzie spotykają swoją mistrzynię – Izumi Curtis. Pytając ją o kamień filozoficzny, dowiadują się, że ich ojciec, Van Hohenheim, nadal żyje. Izumi opowiada im także, że sama kiedyś usiłowała przeprowadzić transmutancję człowieka (chciała ożywić swoje martwe dziecko). |                                                                                        |                      |
| 13 | Bestie z Dublith Daburisu no Kemono-tachi (ダブリスの獣たち)                           | 28 czerwca 2009      |
| Pułkownik Roy Mustang i jego pięcioro podwładnych zostaje przeniesiona do Central City. Tymczasem Scar odzyskując siły w ishvalskiej kolonii uchodźców bierze ze sobą drobnego oszusta Yokiego. Natomiast Alphonse zostaje zwabiony w zasadzkę przez homunkulusa Greeda. |                                                                                        |                      |
| 14 | Czyhający pod spodem Chika ni Hisomu Mono-tachi (地下にひそむ者たち)                   | 5 lipca 2009         |
| Po uratowaniu przez Izumi, Al ucieka z miejsca potyczki z Greedem. Tymczasem Greed ucieka wraz z kompanami przed ścigającą go armią. W kanałach spotyka Kinga Bradleya, który także okazuje się być homunkulusem o imieniu Wrath. Po walce, pokonany Greed zostaje zabrany do Ojca i uśmiercony. |                                                                                        |                      |
| 15 | Posłańcy ze wschodu Tōhō no Shisha (東方の使者)                                        | 12 lipca 2009        |
| Ze wschodniego kraju Xing przybywają Ling Yao i towarzyszący mu Fu oraz Lan Fan, a także May Chang z małą pandą o imieniu Shao May. Zarówno Ling, jak i May chcą zdobyć kamień filozoficzny, by móc zostać nowym cesarzem. Ling dołączą do świty Edwarda, natomiast May – do Scara. |                                                                                        |                      |
| 16 | Śladami towarzysza broni Tomo no Ashiato (戦友の足跡)                                  | 19 lipca 2009        |
| Docierając do Central City, Edward, Alphonse i Wnry poznają prawdę o śmierci Hughesa. Tymczasem Lust i Envy knują intrygę, by Mustang nie dotarł do prawdy o śmierci przyjaciela. Kierują podejrzenia na porucznika Marię Ross. |                                                                                        |                      |
| 17 | Beznamiętny płomień Reitetsu na Honō (冷徹な焔)                                        | 26 lipca 2009        |
| Barry, który dotąd się ukrywał, opuszcza kryjówkę i ratuje z więzienia Marię Ross oraz Linga Yao. Uciekając, porucznika zostaje złapana przez Roya Mustanga, który używając swojej płomiennej alchemii spala jej ciało. |                                                                                        |                      |
| 18 | Ręce małego człowieka Chiisa na Ningen no Gōman na Tenohira (小さな人間の傲慢な掌)     | 2 sierpnia 2009      |
| Edward i major Armstrong udają się do ruin Xerxes, gdzie odkrywają, że Maria Ross nadal żyje. Okazuje się, że Roy Mustang sfabrykował jej śmierć i pomógł w ucieczce. Podczas tej wyprawy, Ed spotyka także grupę, ocalałych z wojny, Ishvalczyków, Ok których dowiaduje się, że Scar jest winien śmierci rodziców Winry. |                                                                                        |                      |
| 19 | Śmierć nieśmiertelnego Shinazaru Mono no Shi (死なざる者の死)                          | 9 sierpnia 2009      |
| Dzięki pojawieniu się Kaina Fuery’ego i Roya Mustanga, udaje się uratować Rizę Hakweye przed Gluttony’m. Uciekając, trafiają do trzeciego laboratorium, gdzie dochodzi do konfrontacji z Lust. Pułkownik, używa na niej swojej alchemii, spalając jej ciało tak długo, aż jej kamień filozoficzny stracił moc i nie mogła już odnowić swojego ciała. |                                                                                        |                      |
| 20 | Ojciec nad grobem Bozen no Chichi (墓前の父)                                           | 16 sierpnia 2009     |
| Edward wraca do Resembool, gdzie przy grobie swojej marki spotyka, dawno niewidzianego, ojca. W nocy podsłuchuje rozmowę Hohenheima z Pinako Rockbell, z której wnioskuje, że źle przeprowadzili transmutancję matki. Następnego dnia Ed odkopuje ciało, które stworzył i odkrywa, że nie należało ono do jego matki. |                                                                                        |                      |
| 21 | Postey głupca Gusha no Zenshin (愚者の前進)                                            | 30 sierpnia 2009     |
| Ed i Al opracowują plan, który ma im pomóc zdobyć informacje o kamieniu filozoficznym. Chcą sprowokować homunkulusy do działania, a następnie je złapać. W tym celu, rozpoczynają głośną działalność w stolicy, by skłonić Scara, by ich zaatakował. W tym planie pomagają im Ling i Lan Fan. |                                                                                        |                      |
| 22 | Oddalająca się postać Tōku no Senaka (遠くの背中)                                      | 6 września 2009      |
| Bracia Elric walczą ze Scarem czekając na ruch homunkulusów. W tym samym czasie, Ling Yao walczy z Kingiem Bradleyem i Gluttony’m, chcąc jednocześnie uratować ranną Lan Fan. W trakcie walki, Ed pyta Scara o zabójstwo państwa Rocbellów i Scar potwierdza swoją winę. Mimowolnym świadkiem tego zdarzenia jest Winry. |                                                                                        |                      |
| 23 | Dziewczyna na polu walki Ikusaba no Shōjo (戦場の少女)                                 | 13 września 2009     |
| Lan Fan odcina sobie rękę, aby umożliwić ucieczkę Lingowi przed Kingiem Bradleyem. Tymczasem otoczonego przez żołnierzy i rannego Scara z opresji ratuje May Chang, używając swojej danchemii na odległość. |                                                                                        |                      |
| 24 | Prawdziwe wnętrze Hara no Naka (腹の中)                                                | 20 września 2009     |
| Bracia Elric, Mustang, Hawkeye, doktor Knox, Ling i Lan Fan przebywają w kryjówce z obezwładnionym Gluttony’m. Kiedy homunkulus orientuje się, że znajduje się tam pułkownik, który zabił Lust, pod wpływem ataku furii, uwalnia się i atakuje wszystkich. Wkrótce potem zjawia się Envy, aby opanować sytuację. Część z ukrywających się zostaje ewakuowana – do walki zostają tylko Ed, Al oraz Ling. Tymczasem Mustang orientuje się, że Hughes przed śmiercią odkrył, że armia nie jest zagrożona, ale jest zagrożeniem. |                                                                                        |                      |
| 25 | Brama otchłani Yami no Tobira (闇の扉)                                                 | 27 września 2009     |
| Pomiędzy pozostałymi ludźmi, a dwoma homunkulusami wywiązuje się walka. Po przypadkowym pochłonięciu części przestrzeni przez Gluttony’ego, Ed, Al, Ling i Envy lądują w jego wnętrzu. Natomiast King Bradley, aby uciszyć Mustanga, wysyła jego współpracowników na cztery strony świata, a porucznik Hawkeye czyni swoją własną adiutantką (a jednocześnie zakładniczką). |                                                                                        |                      |
| 26 | Spotkanie Saikai (再会)                                                                | 4 października 2009  |
| Dzięki informacjom od Envy’ego, Ed wpada na pomysł jak wydostać się z Gluttony’ego. Chce on otworzyć fałszywą Bramę Prawdy. Tymczasem Scar pomaga May Chang szukać jej małej pandy. W ten sposób natrafiają na Alphonse’a, który idzie razem z Gluttony’m do siedziby Ojca. |                                                                                        |                      |
| 27 | Zabawa w wąwozie Hazama no Utage (狭間の宴)                                            | 11 października 2009 |
| Podczas festiwalu w Resembool, Van Hohenheim przeprowadza sentymentalną rozmowę z młodą Pinako Rockbell. W trakcie zabawy rozmawia także ze swoją żoną Trishą, a także z samym sobą. W pewnym momencie budzi się i orientuje się, że był to tylko sen spowodowany wypitym alkoholem. |                                                                                        |                      |
| 28 | Ojciec Otō-sama (おとうさま)                                                           | 18 października 2009 |
| Edwardowi, Lingowi i Envy’emu udaje się wydostać z wnętrza Gluttony’ego. Dzieje się to w momencie, w którym Gluttony i Alphonse oraz śledzący ich Scar i May, docierają do Ojca. Okazuje się, że Ojciec wygląda tak samo jak Van Hohenheim, lecz nie jest to ta sama osoba. Scar dowiaduje się, że to Envy spowodował wybuch wojny w Ishvalu, a Lingowi zostaje wszczepiony kamień filozoficzny Greeda. |                                                                                        |                      |
| 29 | Szamotanina głupca Gusha no Agaki (愚者の足掻き)                                       | 25 października 2009 |
| Ed i Al zostają odprowadzeni przez Envy’ego do siedziby Wratha. Kiedy Edward chce zrezygnować ze służby jako Państwowy, King Bradley grozi, że zabije Winry. Pozwala jednak braciom kontynuować szukanie sposobu na przywrócenie dawnych ciał. Tymczasem Scar zabiera do swojej świty doktora Marcoh. |                                                                                        |                      |
| 30 | Anihilacja Ishvalu Ishuvāru Senmetsusen (イシュヴァール殲滅戦)                         | 1 listopada 2009     |
| Riza Hawkeye opowiada Edwardowi o wojnie ishvalskiej. Nauczycielem alchemii Mustanga był Berthold Hawkeye – ojciec Rizy. Jego badania nad płomienną alchemią zostały uwiecznione w formie tatuażu na plecach córki. Po wojnie King Bradley wydał rozkaz anihilacji Ishvalu. |                                                                                        |                      |
| 31 | Obietnica za 520 cenzów Gohyaku Nijū Senzu no Yakusoku (520センズの約束)               | 8 listopada 2009     |
| Chcąc odkryć tajemnice leczniczej alchemii, Ed i Al wyruszają w ślad za May Chang. Tymczasem Envy orientuje się, że cela doktora Marcoh jest pusta i podejrzewa, że to Scar go uwolnił. Do ścigania obu, uwalnia z więzienia Karmazynowego Alchemika, Solfa Kimblee’a. |                                                                                        |                      |
| 32 | Syn generała Daisōtō no Musuko (大総統の息子)                                          | 15 listopada 2009    |
| Grupa Scara rozdziela się. May podąża na północ z jednym zakapturzonym towarzyszem, natomiast Scar podąża z drugim. Ścigający ich Kimblee stara się przewidzieć ich następny ruch. Tymczasem bracia Elric decydują się udać na północ, w kierunku fortecy Briggs. |                                                                                        |                      |
| 33 | Północna ściana Briggs Burigguzu no Hokuheki (ブリッグズの北壁)                        | 22 listopada 2009    |
| Kimblee z sukcesem prowadzi pościg za Scarem. Kiedy spotykają się w pociągu, okazuje się, że z Ishvalczykiem podróżuje Yoki. Tymczasem May i Marcoh osobno suiłują zdobyć notatki brata Scara. Tymczasem Ed i Al trafiają do fortecy Briggs, którą dowodzi generał Olivier Mira Armstrong, siostra Alexa. |                                                                                        |                      |
| 34 | Królowa śniegu Kōri no Joō (氷の女王)                                                  | 29 listopada 2009    |
| Ponieważ Ed i Al nie chcą zdradzić generał Armstrong celów swojej podróży, zostają skierowani do pracy. W tym samym czasie twierdzę Briggs atakuje homunkulus Sloth. |                                                                                        |                      |
| 35 | Kształt naszego kraju Kono Kuni no Katachi (この国のかたち)                            | 6 grudnia 2009       |
| Po walce z homunkulusem, generał Armstrong aresztuje braci Elric, aby zmusić ich do wyjawienia prawdy. Ed i Al zdradzają jej część ze swoich planów, a następnie wraz z nią i kapitanem Buccaneerem udają się do podziemi, aby zbadać tunel, kopany przez Slota. Do twierdzy przybywa także Kimblee i generał Raven. |                                                                                        |                      |
| 36 | Portret rodzinny Kazoku no Shōzō (家族の肖像)                                          | 13 grudnia 2009      |
| Grupa badająca tunel w Briggs zostaje zaatakowana przez tajemniczy cień. Olivier zabija generała Ravena, natomiast major Miles zwodzi Kimblee’a, aby dać czas generał Armstrong. Po pewnym czasie Kimblee pokazuje braciom Elric, że przyjechała z nim Winry, aby uświadomić im ich sytuację. |                                                                                        |                      |
| 37 | Pierwszy homunkulus Hajimari no Homunkurusu (始まりの人造人間（ホムンクルス）)         | 20 grudnia 2009      |
| Generał Armstrong wysyła grupę ratunkową po grupę, która badała tunele. Kimblee zleca Edwardowi misje – odnalezienia Scara i doktora Marcoh oraz wywołanie masakry w Briggs. Tymczasem Riza Hawkeye odkrywa, że adoptowany syn Kinga Bradleya – Selim jest homunkulusem (Pride). |                                                                                        |                      |
| 38 | Starcie w Baschool Bazukūru no Gekitō (バズクールの激闘)                               | 27 grudnia 2009      |
| Ed, Al i Winry podstępem odłączają się od grupy Kimblee’a, szukającej Scara i Marcoh. Udaje im się znaleźć świtę Scara i wspólnie uknuwają intrygę, pozwalającą na uwolnienie Winry spod nadzoru Kimblee’a. Tymczasem grupa poszukiwawcza w Briggs zostaje uratowana. |                                                                                        |                      |
| 39 | Sen na jawie Hakuchū no Yume (白昼の夢)                                                | 10 stycznia 2010     |
| Miles wyjaśnia Scarowi, dlaczego wstąpił do armii Amestris. Zgodnie z planem, Scar aranżuje porywa Winry i wraz z doktorem Marcoh ucieka przez Kimblee’m. Tymczasem Ojciec rozważa kandydatury na „ofiary” – mają nimi być Edward, Alphonse, Izumim, Hohenheim i jeszcze jeden człowiek. |                                                                                        |                      |
| 40 | Homunkulus Homunkurusu (フラスコの中の小人)                                            | 17 stycznia 2010     |
| Olivier Armstrong jedzie do centrali, gdzie otwarcie przyznaje się do zabicia generała Ravena, żądając jego stanowiska dla siebie. Spotyka także swojego brata, za którym nie przepada. Porucznik Hawkeye przekazuje Mustangowi informację o Selimie Bradleyu, za pomocą mnemotechniki. Tymczasem Ojciec śni o swojej przeszłości, gdy był homunkulusem zamkniętym w kolbie, a jego właścicielem był Hohenheim – niewolnik w Xerxes.                                                                                         |                                                                                        |                      |
| 41 | Piekło Naraku (奈落)                                                                   | 24 stycznia 2010     |
| Alphonse’owi z trudem udaje się dotrzeć do grupy Scara i ostrzec ich, że w Briggs już nie jest bezpiecznie. Z tego powodu, Scar i towarzysze ukrywają się w ishvalskich slumsach. Tymczasem Edward walczy z Kimblee’m, któremu pomagają dwie chimery – Darius i Heinkel. |                                                                                        |                      |
| 42 | Oznaki kontrataku Hangeki no Kizashi (反撃の兆し)                                      | 31 stycznia 2010     |
| Badając notatki brata Scara, May wpada na pomysł jak należy je odczytać. Okrywają tam dwa kręgi transmutacyjne rozciągnięte na całe Amestris. Tymczasem Hohenheim udaje się do Liore, gdzie w ruinach kościoła rozmawia z Pride’m. Natomiast Kimblee wywołuje masakrę w Briggs przygotowując atak wojsk Drachmy. |                                                                                        |                      |
| 43 | Ukąszenie robaka Ari no Hito Kami (蟻のひと噛み)                                       | 7 lutego 2010        |
| Zampano zwabia Envy’ego do świty Scara, z którym podróżuje doktor Marcoh. Okazuje się, że była to przygotowana zasadzka na homunkulusa, którego udaje im się pokonać i zredukować do formy małego robaka. Po walce May udaje się na wschód, by wrócić do Xing. Tymczasem Al zatrzymuje się w Liore, gdzie spotyka swojego ojca. |                                                                                        |                      |
| 44 | Powrót do formy Barinbarin no Zenkai (バリンバリンの全開)                              | 14 lutego 2010       |
| Chimery, które wcześniej walczyły z Edwardem, teraz z nim współpracują. W Liore Hohenheim opowiada Alphonsowi wszystko co wie o planach Ojca. Tymczasem Greed walczy z jednym ze swoich dawnych towarzyszy. Po zabiciu go, wspomnienia zaczynają do niego powracać. Wściekły z tego powodu Greed, atakuje Kinga Bradleya. |                                                                                        |                      |
| 45 | Sądny dzień Yakusoku no Hi (約束の日)                                                  | 21 lutego 2010       |
| Greed ponosi porażkę w walce z Kingiem Bradleyem, jednak udaje mu się uciec. Tymczasem Olivier jest zmuszona walczyć ze swoim bratem Alexem o posiadłość rodzinną i odnosi zwycięstwo. Tymczasem Edward, Darius i Heinkel trafiają do starej kryjówki, gdzie spotykają Greeda. Ling na chwilę odzyskuje kontrolę nad ciałem i mówi Elricowi o planach Ojca co do Dnia Sądu. |                                                                                        |                      |
| 46 | Zbliżający się cień Semaru Kage (迫る影)                                               | 28 lutego 2010       |
| Żołnierze Briggs eskortują Winry do domu w Resembool, gdzie spotykają Eda, Greeda i towarzyszące im chimery. Pułkownik Mustang informuje generał Armstrong o prawdziwej tożsamości Selima. Tymczasem na dzień przed Dniem Sądu, King Bradley wpada w pułapkę, przyszykowaną przez ludzi generała Grummana (jego pociąg zostaje wysadzony) |                                                                                        |                      |
| 47 | Wysłannicy mroku Yami no Shisha (闇の使者)                                             | 7 marca 2010         |
| Edward potyka w Liore Van Hohenheima i rozmawia z nim na temat planów Ojca. Wkrótce potem w pobliskim lesie dochodzi do konfrontacji pomiędzy grupą Eda a Gluttony’m i Pride’m, który kontroluje Alphonse’a. Na pomoc Elricowi przybywa Fu, Lan Fan oraz Hohenheim. |                                                                                        |                      |
| 48 | Obietnica złożona w podziemiach Chikadō no Chikai (地下道の誓い)                       | 14 marca 2010        |
| Lan Fan i Ling walczą z Gluttony’m natomiast Ed i Heinkel starają się wyrwać Ala spod kontroli Pride’a. Tymczasem Mustang odwiedza bar prowadzony przez Madame Christmas, by ostatecznie potwierdzić tożsamość Selima Bradleya. Wkrótce potem Roy niszczy bar i pozoruje śmierć Madame Christmas, która jest jego przybraną matką. |                                                                                        |                      |
| 49 | Miłość rodzica i dziecka Oyako no Jō (親子の情)                                        | 21 marca 2010        |
| Edward, Lan Fan i Greed kontynuują walkę z Pride’m. W tym czasie Alphonse obmyśla plan unieszkodliwienia Selima Bradleya i prosi ojca o pomoc. Van Hohenheim tworzy z ziemi wielką kopułę, wewnątrz której zamyka Ala i Pride’a. Mają oni tam razem przeczekać Dzień Sądu. |                                                                                        |                      |
| 50 | Zamieszanie w Central City Sentoraru Dōran (セントラル動乱)                            | 28 marca 2010        |
| Roy Mustang wraz ze swoimi najbliższymi współpracownikami, rozpoczyna bunt w Central City. Będąc w trudnej sytuacji dołączają do niego ishvalscy uchodźcy, natomiast w kwaterze głównej armii, walczą żołnierze z Briggs, którym przewodzi kapitan Buccaneer. |                                                                                        |                      |
| 51 | Nieśmiertelna armia Fushi no Gundan (不死の軍団)                                       | 4 kwietnia 2010      |
| Selim Bradley wysyła wiadomość alfabetem Morse’a i wkrótce na ratunek przychodzi mu Solf Kimblee. Al, widząc że walcząc z Heinkelem przeciwko Pride’owi i Kimblee’mu nie ma szans – używa mocy kamienia filozoficznego. Tymczasem w centrali generał Armstrong zostaje zaatakowana przez Slota. Przed śmiercią ratuje ją jej brat Alex. Envy odzyskuje swoje ciało. |                                                                                        |                      |
| 52 | Wspólnymi siłami Minna no Chikara (みんなの力)                                         | 11 kwietnia 2010     |
| Używając kamienia filozoficznego, Al, Heinkel i dr Marcoh zadają krytyczne obrażenia Kimblee’mu. Pride pochłania go, by się wzmocnić. Wkrótce potem przybywa do nich Yoki, dzięki któremu udaje im się uciec od Selima. Tymczasem w kwaterze głównej Armstrongowie zostają zaatakowani przez armię sztucznych ludzi. |                                                                                        |                      |
| 53 | Płomienie zemsty Fukushū no Honō (復讐の炎)                                            | 18 kwietnia 2010     |
| Drużyna Roya Mustanga przyprowadza żonę Kinga Bradleya do radia, gdzie kobieta zaświadcza publicznie, że to wojsko stoi za buntem a pułkownik ją uratował. Tymczasem grupa Edwarda i Mustanga spotykają May i Envy’ego. Homunkulus wyjawia Royowi, że to on zabił Maesa Hughesa. |                                                                                        |                      |
| 54 | Ponad płomieniami Rekka no Saki ni (烈火の先に)                                        | 25 kwietnia 2010     |
| Mustang ściga Envy’ego konsekwentnie spalając jego ciało i poddając go torturom. Udaje mu się ponownie sprowadzić go do formy robaka. Tuż przed dokonaniem zemsty zostaje powstrzymany przez Eda, Scara i porucznik Hawkeye. Będąc u kresu sił, Envy popełnia samobójstwo poprzez zniszczenie swojego kamienia filozoficznego. |                                                                                        |                      |
| 55 | Sposób życia dorosłych Otona-tachi no Ikizama (大人たちの生き様)                       | 2 maja 2010          |
| Otoczeni przez sztucznych ludzi, Armstrongowie mają kłopoty w walce ze Slothem. Niespodziewanie na ratunek przybywa Izumi Curtis wraz ze swym mężem Sigiem. W tym samym czasie Hohenheim walczy w podziemiach z Ojcem. |                                                                                        |                      |
| 56 | Powrót Jego Ekscelencji Daisōtō no Kikan (大総統の帰還)                                | 9 maja 2010          |
| Hohenheim oświadcza Ojcu, że rozmawiał z każdą ze znajdujących się w nim dusz. Atakując go, udaje mu się zniszczyć jego ciało. Tymczasem do Central City powraca King Bradley, który postanawia stłumić bunt. Poważnie rani kapitana Buccaneera, lecz naprzeciw niemu staje Greed wraz z Fu. |                                                                                        |                      |
| 57 | Wieczny odpoczynek Eien no Itoma (永遠の暇)                                            | 16 maja 2010         |
| Greed przegrywa walkę z Wrathem, dlatego Fu jest zmuszony walczyć sam. Widząc, że nie ma szans go pokonać, usiłuje przeprowadzić samobójczy atak. Okazuje się on nieudany, jednak dzięki temu, umierający Buccaneer jest w stanie zadać poważny cios Kingowi Bradleyowi, który spada do fosy. |                                                                                        |                      |
| 58 | Ludzkie ofiary Hitobashira (ひとばしら)                                                | 23 maja 2010         |
| Będący na skraju śmierci kapitan Buccaneer, prosi Linga, by ten dopilnował utrzymania zamkniętej bramy. Tymczasem Ed, Al i Izumi zostają przeniesieni do podziemi, ponieważ są kandydatami na „ofiary” (otworzyli Bramę Prawdy). Złotozębny naukowiec rani Rizę Hawkeye, chcąc nakłonić Roya Mustanga, do przeprowadzenia ludzkiej transmutancji. |                                                                                        |                      |
| 59 | Utracone światło Ushinawareta Hikari (失われた光)                                      | 30 maja 2010         |
| Pułkownik widząc mrugnięcie okiem porucznik Hawkeye, odmawia przeprowadzenia transmutancji. Wkrótce złotozębny naukowiec zostaje zaatakowany przez May i chimery. Po chwii na miejsce przybywa Pride i Wrath poświęcając naukowca i siłą przymusza Mustanga do złamania tabu i transmutowania człowieka. |                                                                                        |                      |
| 60 | Oko Nieba, Brama Ziemi Ten no Hitomi, Chi no Tobira (天の瞳、地の扉)                   | 6 czerwca 2010       |
| W wyniku złamania tabu, Roy traci wzrok. Edward i Alponse walczą przeciwko Pride’owi, natomiast May stara się powstrzymać Ojca, z pomocą swojej danchemii. W tym samym czasie Scar i Lan Fan toczą walkę z Kingiem Bradleyem. Tymczasem Ojciec wykorzystuje swoje „ofiary”, by pochłonąć dusze wszystkich mieszkańców Amestris i otworzyć Bramę Prawdy całej Ziemi. |                                                                                        |                      |
| 61 | Ten, który połknął Boga Kami o Nomikomishi Mono (神を呑みこみし者)                     | 13 czerwca 2010      |
| Hohenheim, który od początku znał plan Ojca, rozpoczyna swój kontratak. Przez lata umieszczał kamienie filozoficzne w różnych miejscach i dzięki ich mocy udaje mu się zwrócić życie wszystkim poległym w czasie transmutancji Amestryjczyków. Tymczasem oślepiony King Bradley zostaje zabity przez Scara, natomiast Ed, z pomocą duszy Kimblee’a uśmierca Pride’a. |                                                                                        |                      |
| 62 | Gwałtowny kontratak Seizetsunaru Hangeki (凄絶なる反撃)                                | 20 czerwca 2010      |
| Wszyscy alchemicy i chimery zdolne do walki stają naprzeciw Ojca. Kiedy większość zostaje pokonana, a Ed traci swoją protezę, Al postanawia przeprowadzić transmutancję swojej duszy w zamian za zwrócenie ręki bratu. Udaje mu się to dzięki pomocy May. Mając ponownie obie ręce sprawne Edward przeprowadza kolejny zmasowany atak na Ojca. |                                                                                        |                      |
| 63 | Za Bramą Tobira no Mukōgawa (扉の向こう側)                                             | 27 czerwca 2010      |
| Ojciec chcąc się wzmocnić wchłania Greeda z ciała Linga. W wyniku tego zabiegu Greed bardzo osłabia Homunkulusa, dzięki czemu Edward kolejnym atakiem daje radę go pokonać i zredukować do formy z kolby. Tymczasem Ed postanawia przeprowadzić ostatnią transmutancję, by przywrócić do życia swojego brata. Poświęca on swoją własną Bramę, co skutkuje pozbawieniem umiejętności alchemicznych. |                                                                                        |                      |
| 64 | Koniec podróży Tabiji no Hate (旅路の涯)                                               | 4 lipca 2010         |
| Roy Mustang używa kamienia filozoficznego by uleczyć Havoca, a także odzyskać wzrok. Po śmierci Kinga Bradleya, nowym zwierzchnikiem sił zbrojnych zostaje generał Grumman. Ling, któremu udało się zdobyć kamień filozoficzny przed powrotem do Xing, składa obietnicę, że zaopiekuje się pozostałymi rywalizującymi klanami. Edward i Alphonse powracają do rodzinnego Resembool, gdzie spotykają Winry. |                                                                                        |                      |